# Jakubowo Lubińskie
Jakubowo Lubińskie est une localité polonaise de la gmina de Przemków, située dans le powiat de Polkowice en voïvodie de Basse-Silésie.

## Histoire
De 1816 à 1945, Jakobsdorf fait partie de l'arrondissement de Bunzlau puis à partir de 1820, de l'arrondissement de Lüben dans le district de Liegnitz au sein de la province de Silésie.